# 脇屋友詞
脇屋 友詞（わきや ゆうじ、1958年3月20日 - ）は、中国料理（上海料理）のシェフ。一般社団法人全日本・食学会常任理事。

## 来歴

### 生い立ち
北海道芦別市出身。父親は易学者。子供の頃、病気がちだった母親の代わりに台所に立ったのが、料理の道に入るきっかけとなった。初めて作った料理は炒飯。
中学は東京都大田区立大森第八中学校。桑野信義とは同級生。また、1学年上の先輩に鈴木雅之がいる。

### 料理人として

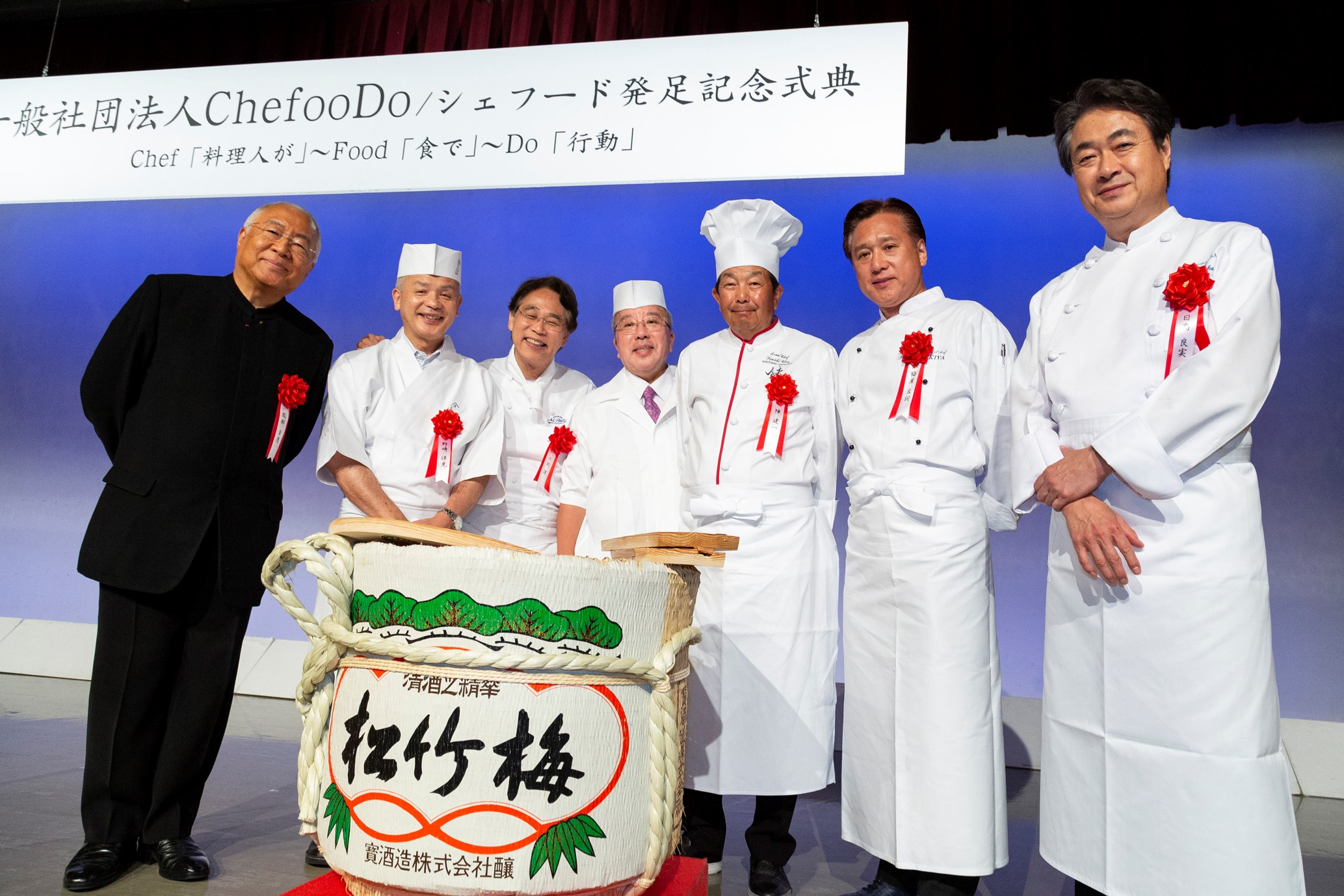
2018年8月10日、ChefooDo発足記念式典にて会長片岡護（左から3人目）、副会長野﨑洋光（左から2人目）、田村隆（中央）、日髙良実（右端）、特別顧問服部幸應（左端）、陳建一（右から3人目）と

東京・赤坂の『山王飯店』を振り出しに、東京ヒルトンホテル、キャピトル東急ホテルなどで修行を積む。東京都立川市のリーセントパークホテル総料理長などを経て、石鍋裕の指名を受けて1996年に『トゥーランドット游仙境』の代表取締役総料理長に就任。1997年パンパシフィックホテル横浜中国料理総料理長も兼務し、2001年には東京・赤坂に『Wakiya一笑美茶樓』（わきや いちえみちゃろう）をオープン、オーナーシェフを務める。2017年、農林水産省料理人顕彰制度「料理マスターズ」シルバー賞受賞。
中国料理（主に上海料理）にフランス料理の要素を取り入れた「ヌーベルシノワ」(Nouvelle chinois) の先駆者として知られる。NHK『きょうの料理』をはじめ、テレビ出演も多くこなす、知名度の高い料理人のひとりである。
2019年3月時点で中学1年生の男女の双子の父である。
2012年10月からはテレビ番組『アイアンシェフ』（フジテレビ）で中華のアイアンシェフとしてレギュラー出演。前身番組の『料理の鉄人』（フジテレビ）では1994年に挑戦者として出演し鉄人坂井宏行とのウニをテーマにした対決で惜敗するも、1997年に再び挑戦者として出演し鉄人の陳建一をパパイヤ対決で破った。その後レギュラー放送が終了した1999年の特番で新鉄人候補として紹介されるも、その後番組が作られることは無く、13年越しの鉄人就任を果たすことになった。もともと知名度の高さや腕の確かさもあり、番組開始前からアイアンシェフ就任が有力視されていた。

## 人物・エピソード

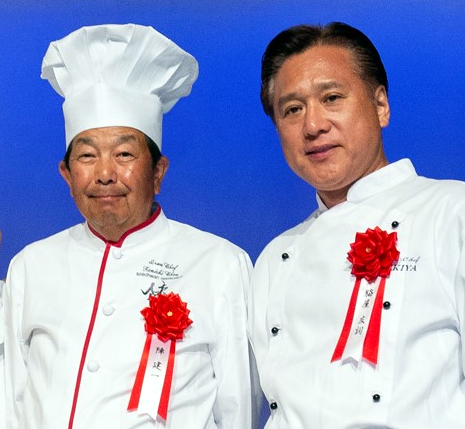
中華の鉄人陳建一（左）と（2018年8月10日、東京都新宿区にて）

- 「突出過ぎず、こりすぎない」というのが料理のモットー。また、母親がこれを食べたらどう思うか、と考えることもあるという。
- 『料理の鉄人』に初挑戦する際、本人はあまり乗り気でなかったが、中華の鉄人で友人でもあった陳建一から、「色々と勉強になるから、出た方がいい」と背中を押されて出演することになった。しかし、推薦人が山本益博であったことから、彼と料理観で対立している鉄人坂井宏行の怒りを図らずも買ってしまい、敗北する。しかし、陳建一とのパパイヤ対決では、パパイヤの種も使って動揺を誘うなどして、勝利する。
- 『アイアンシェフ』では、主に中国茶を使って香りも生かした料理を作ることから「香りの魔術師」と呼ばれ、その勝率と採点でもノミニーに評価を奪われないことから「ミスターパーフェクト」とも呼ばれている。初戦でも、幼い頃から知る陳建太郎に食材を取って貰ったりするなど、貫禄を見せていた。
- 驚くべき事に、本場の中国での修行経験がない。しかし、それ故に既成概念に囚われない発想で、独自の「ヌーベルシノワ」を確立し、「料理の歴史を10年早めた」と賛辞されている。脇屋自身は、「中国人の師匠は、自分に心を開いて味を教えてくれた。昆布・帆立・ナマコなど、中国と（郷里の）北海道は共通の食材も多い。中国の人に習い、日本人のフィルターを通すことによって、季節感が生まれ、新しい境地に至る」と語る[2]。
- 前述の通り中学時代の同級生である桑野信義とは友人で、互いに「君」付けで呼び合う仲。『きょうの料理』などで共演している。

## テレビドラマ出演
- もこみちのMIDNIGHT KITCHEN（2014年2月27日 - 3月20日、日本テレビ） - 臥龍居オーナーシェフ 役

## 著書
- 新しい中華のおかず (1997年)
- 香港のデザート - Sweet Memory, Sweet Dessert In Hong Kong (1997年)
- 上海のヌードル (1999年)
- 中国料理秘伝帳 (1999年)
- 脇屋友詞のどこにもない、すっきり味おいしい香り - 中国茶を使った画期的な料理法 (講談社のお料理BOOK) (1999年)
- 脇屋友詞のおもてなし家郷菜 (ジャーシャンツァイ) - ようこそチャイニーズのごちそうテーブルへ (NHKきょうの料理シリーズ) (2002年)
- 脇屋流 基本のチャイニーズ (2003年)
- ひと味アップ 野菜たっぷりの中国料理 (NHK出版実用セレクション) (2008年)
- うつわと宴 - 中国料理とアンティーク食器 (2015年)
- 「Wakiya一笑美茶樓」脇屋友詞のおいしい理由。中華のきほん、完全レシピ (一流シェフのお料理レッスン) (2016年)